# An Mỹ, Tuy An
An Mỹ là một xã thuộc huyện Tuy An, tỉnh Phú Yên, Việt Nam.
Xã An Mỹ có diện tích 13,58 km², dân số năm 1999 là 10710 người, mật độ dân số đạt 789 người/km².